# Harold Hassall
Harold Hassall (Bolton, 4 marzo 1929 – Bolton, 30 gennaio 2015) è stato un calciatore e allenatore di calcio inglese di ruolo attaccante.

## Carriera

### Club
Ha sempre giocato nel campionato inglese.

### Nazionale
Conta cinque presenze e quattro reti con la maglia della propria Nazionale.